# Chuyến bay 140 của China Airlines
Chuyến bay 140 của China Airlines (CI140/CAL140) là chuyến bay chở khách quốc tế thường xuyên theo lịch trình từ sân bay quốc tế Tưởng Giới Thạch (nay là Sân bay quốc tế Đào Viên), đến Sân bay quốc tế Nagoya ở Nagoya, Nhật Bản. Vào ngày 26 tháng 4 năm 1994, chiếc Airbus A300B4-622R đang hoàn thành chuyến bay và cách tiếp cận thông thường, khi, chỉ vài giây trước khi hạ cánh xuống sân bay Nagoya, nó đã đâm sầm xuống đất, giết chết 264 trong tổng số 271 người trên máy bay.
Với 264 ca tử vong, đây là vụ tai nạn tồi tệ nhất trong lịch sử của China Airlines và là vụ tai nạn hàng không thứ hai trên đất nước hoa anh đào, sau chuyến bay 123 của Japan Airlines.

## Tai nạn
Vào thứ 3, ngày 26 tháng 4 năm 1994, chiếc Airbus A300B4-622R đang chuẩn bị hoàn thành chuyến bay và cách tiếp cận sân bay thông thường. Trước khi hạ cánh, cơ phó đã vô tình chọn TOGA (cất cánh - bay vòng), cho biết hệ thống lái tự động nâng lên giống như cất cánh và đi vòng quanh.
Cơ trưởng và cơ phó cố gắng khắc phục tình hình, tự tay giảm các ống tiết lưu và đẩy ách về phía trước. Tuy nhiên, họ không ngắt chế độ lái tự động, vẫn đang hành động theo mệnh lệnh mà nó đưa ra. Máy lái tự động làm theo quy trình của nó và di chuyển bộ ổn định ngang đến vị trí nâng mũi đầy đủ. Các phi công nhận ra việc hạ cánh phải hủy bỏ, sau đó cố tình thực hiện một chuyến đi vòng quanh, kéo lại ách và thêm vào hếch mũi mà máy bay đang ở chế độ lái tự động đã thực hiện. Kết quả là thái độ nâng mũi cực đoan, kết hợp với giảm tốc độ không khí do lực đẩy không đủ, dẫn đến một gian hàng khí động học. Với độ cao không đủ để phục hồi, máy bay đã rơi tự do xuống đất, giết chết 264 hành khách 15 thành viên phi hành đoàn, chỉ có 7 hành khách bị thương nặng sống sót.

## Điều tra
Vụ tai nạn đã phá hủy chiếc máy bay (giao 3 năm trước - 1991), chủ yếu là do lỗi phi hành đoàn vì họ không sửa lỗi điều khiển cũng như tốc độ bay. 9 tháng trước, Airbus đã khuyên khách hàng để thực hiện một sửa đổi đối với hệ thống máy bay sẽ tha đầy đủ các lái tự động "khi một số điều khiển bằng tay đầu vào được áp dụng trên các bánh xe điều khiển trong chế độ GO-Around", mà sẽ bao gồm các chuyển động ách về phía trước mà các phi công thực hiện chuyến bay xấu số này. Chiếc máy bay xấu số đã được lên kế hoạch chỉ nhận bản cập nhật vào lần tới khi yêu cầu nghỉ dịch vụ đáng kể hơn, bởi vì "China Airlines đánh giá rằng các sửa đổi không phải là khẩn cấp". Những yếu tố này được coi là sự cố góp phần vào vụ tai nạn, sau thất bại của các phi công trong việc kiểm soát tình hình một khi nó bắt đầu.
Cuộc điều tra cũng tiết lộ rằng cơ trưởng đã được huấn luyện lái A300 trên một chuyến bay giả lập ở Bangkok, nơi không được lập trình với hành vi GO-AROUND có vấn đề. Do đó, niềm tin của ông rằng việc đẩy ách sẽ ghi đè lên các điều khiển tự động là phù hợp với cấu hình mà ông đã được đào tạo, cũng như cho các máy bay Boeing 747 mà ông đã dành phần lớn sự nghiệp bay.

## Hành khách và phi hành đoàn
Các hành khách bao gồm 153 người Nhật và 63 người Đài Loan, 55 người khác đến từ nhiều quốc gia khác ngoài Đài Loan hoặc Nhật Bản. Hầu hết 153 người Nhật trở về sau chuyến đi du lịch (tour) trọn gói.

## Lịch sử chuyến bay

Sơ đồ chuyến bay 140

Chuyến bay cất cánh từ sân bay quốc tế Đào Viên lúc 16:53 chiều (giờ chuẩn Đài Loan) để đến sân bay quốc tế Nagoya. Trong buồng lái là cơ trưởng Vương Bến Qi (tiếng Trung: 王樂琦; bính âm: Wang Lèqí) và cơ phó Tuân Mạnh Dung (tiếng Trung: 莊孟容; bính âm: Zhuang Mèngróng). Chuyến bay trên đường bay không có kết quả. 3 hải lý (5,6 km) từ đường băng ở độ cao 1000 ft (tức 300m) AGL, máy bay chững lại trong khoảng 15 giây và tiếp tục hạ xuống cho đến khoảng 500 ft (tức 150m) khi có 2 lực đẩy áp dụng nhanh chóng kế tiếp và khiến chiếc máy bay đột ngột bay lên. Tốc độ bay nhanh chóng, cuối cùng máy bay bị đình trệ và rơi xuống đất lúc 20:15:45. 7 người sống sót đều ngồi ở hàng ghế 7 đến 15.
Ngày hôm sau, các quan chức cho biết có 10 người (bao gồm một đứa trẻ 3 tuổi) và 1 người Philippines, 2 người Đài Loan và 7 người Nhật sống sót. Đến ngày 6 tháng 5, chỉ còn 7 người còn sống, trong đó có 3 trẻ em. Một bác sĩ bày tỏ sự ngạc nhiên trước sự sống sót của 2 đứa trẻ.

## Thủ tục tố tụng tại tòa án
Các công tố viên Nhật Bản từ chối theo đuổi cáo buộc sơ suất chuyên nghiệp đối với quản lý cấp cao của hãng hàng không vì "khó có thể đặt câu hỏi về trách nhiệm hình sự của 4 cá nhân vì mức độ năng khiếu đạt được thông qua đào tạo tại hãng này tương tự như ở các hãng hàng không khác". Các phi công không bị truy tố do họ đã chết trong vụ tai nạn thảm khốc.
Một vụ kiện tập thể đã được đệ trình chống lại China Airlines và Airbus Industrie để bồi thường. Tháng 12 năm 2003, Tòa án quận Nagoya đã yêu cầu China Airlines trả tổng cộng 5 tỷ yên cho 232 người, nhưng đã xóa trách nhiệm pháp lý của Airbus. 264 người mất mạng và 7 người sống sót cảm thấy rằng khoản bồi thường là không thỏa đáng và một vụ kiện tập thể tiếp theo đã đệ trình và cuối cùng đã được giải quyết vào tháng 4 năm 2007 khi hãng hàng không xin lỗi về vụ tai nạn và cung cấp thêm tiền bồi thường cho các nạn nhân.

## Hậu quả và tưởng niệm
Vào ngày 3 tháng 5 năm 1994, Cơ quan hàng không Dân dụng (CAA) của Trung Hoa Dân quốc (Đài Loan) đã ra lệnh cho China Airlines sửa đổi các máy tính điều khiển chuyến bay theo thông báo sửa đổi của Airbus. Vào ngày 7 tháng 5 năm 1994, CAA đã ra lệnh cho China Airlines cung cấp đào tạo bổ sung và đánh giá lại trình độ cho tất cả các phi công Airbus A300-600R.
Ngày 26 tháng 4 năm 2014, 300 người Nagoya đã tập trung tại Kasugai, tỉnh Aichi để tưởng niệm 264 nạn nhân đã thiệt mạng trong vụ tai nạn.

## Mô phỏng
Chuyến bay 140 của China Airlines - Mô phỏng tai nạn (https://www.youtube.com/watch?v=tECsP7Kw_lM)

## Kênh truyền hình
Vụ tai nạn đã truyền cảm hứng trong tập thứ 9, mùa 18 của Mayday (Air Crash Investigation). Tập phim có tiêu đề "Deadly Go-Round (tạm dịch: "Sự đi vòng quanh chết chóc").